# シャングリ・ラ・ホテル・シンガポール
シャングリ・ラ ホテル シンガポール（Shangri-La Hotel Singapore）は1971年に開業したシンガポールの最高級ホテルである。運営はシャングリ・ラ・ホテルズ&リゾーツ。

## 特徴
世界展開する、シャングリラホテルズ＆リゾーツの発祥のフラッグシップホテル。1971年創業。
このホテルはシンガポールのメインストリートであるオーチャードロードまで徒歩10分以内の距離にありながら、敷地面積が約15エーカー（1万8300坪、6万㎡）と広く、様々な熱帯の植物が生い茂り、喧騒からは別世界の最高級シティリゾートを満喫できる。チャンギ国際空港からは車で約20分。
ホテルはタワーウイング、ガーデンウイング（1978年開業）、バレーウイング（1985年開業）の3つのウイング（棟）で構成され、計749室。特にバレーウイングはグループの最高級に位置し多くの要人・賓客の利用がある（後述）。
タワーウイングの17階から22階はホライゾン クラブ フロアで、ホライゾン クラブに宿泊すると、クラブフロアでのチェックインとチェックアウト、専用ファクシミリや大型デスクのある客室、専用ラウンジでの無料ドリンクサービス、無料朝食サービスなど様々なサービスを受けることができる。
プールは市内ホテル最大であり、様々な植物（130種）に囲まれているため、宿泊客の人気が高い。

## 各国首脳の宿泊
日本人では小泉純一郎が2002年1月にシンガポールを歴訪した際に宿泊している。またアメリカ合衆国大統領である、ジョージ・ウォーカー・ブッシュ（2008年に2回）、バラク・オバマ（2009年APEC会議）、ドナルド・トランプ（米朝首脳会談）も宿泊し、世界各国の国家元首を初め、多くのセレブに愛されている。
2015年11月7日には、このホテルで中華人民共和国と中華民国（台湾）の分断（中台分断）後では初めてとなる首脳会談が行われた。

## 設備
- ウォーターフォール (Waterfall) イタリア料理
- ロビーラウンジ（Lobby Lounge） シンガポール料理
- ザ ライン（The Line） インターナショナル・ブッフェ料理
- 香宮（Shang Palace） 広東料理
- ローズ ベランダ（Rose Veranda） ハイティー
- シャングリ・ラ フィットネスセンター（Shangri-La's Fitness Centre） フィットネス
- テニスコート
- プール（屋外）

など